# Anna Cabré
Pour les articles homonymes, voir  Cabré.
Anna María Cabré i Pla, née le 18 octobre 1943 à Barcelone, est une professeure d'université espagnole en géographie humaine à l'université autonome de Barcelone, experte en démographie et directrice du Centre d'études démographiques de cette même université,.

## Carrière
En 1966, elle étudie à l'IEDES de l'Université Paris I. Plus tard, elle étudie les sciences-politiques et la démographie à l'Institut de démographie de la même université, où elle est formée par Alfred Sauvy, Louis Henry et Roland Pressat. De 1969 à 1981, elle est professeure d'analyse démographique à Montréal, Chicago, Paris et Mexico.
Depuis 1978 elle est également professeure à l'université autonome de Barcelone et, depuis 1984, directrice du Centre d'études démographiques de l'Université Autonome de Barcelone. Elle obtient en 1989 son doctorat en Géographie. Elle est l'auteure de nombreux articles concernant la démographie et collabore à de multiples occasions avec Isabel Pujadas. Ses recherches se concentrent sur la démographie et la géographie historique de la population catalane. Elle participe, en tant qu'experte, à plusieurs commissions du Congrès des députés d'Espagne et du Parlement de Catalogne.

## Prix et distinctions
Anna Cabré a reçu les prix et distinctions suivantes :
- 1990 - Prix Jaume Carner attribué par l'Institut d'Estudis Catalans pour sa thèse de doctorat La Reproducció de les generacions catalanes 1856-1960.
- 1994 - Médaille Narcís Monturiol au mérite scientifique et technologique, attribuée par la Generalitat de la Catalogne.
- 2003 - Distinction de la Generalitat de Catalogne pour la Promotion de la Recherche Universitaire.
- 2005 - Creu de Sant Jordi attribuée par la Generalitat de Catalogne.
- 2010 - Membre titulaire de l'Institut d’Estudis Catalans.

## Publications
De nombreuses publications d'Anna Cabré sont disponibles sur le portail de Dialnet.
- 1989 : La reproducció de les generaciones catalanes, 1856-1960
- 1999 : El sistema català de reproducció, Barcelone, Éditorial Proa, 304 p.